# Luca Marconi (politico)
Luca Marconi (Recanati, 3 agosto 1959) è un politico italiano.

## Biografia
Nasce il 3 agosto 1959 a Recanati. Ha frequentato l'Università degli Studi di Macerata laureandosi in Giurisprudenza. È sposato con Gabriella Ottaviani ed ha avuto quattro figli. Vice Dirigente all'Università degli Studi di Macerata.
È stato Consigliere, Assessore e poi Sindaco della città di Recanati nell'arco di vent'anni. 
Senatore della Repubblica e poi Assessore e Consigliere regionale delle Marche. Fondatore del periodico "Il nuovo cittadino" e dellìassociazione "Laikos2008"; cofondatore dell'associazione "Laudatosì" (Lab.Ora "mille giovani servitori del bene comune").
Dal 1976 è nel Rinnovamento dello Spirito Santo (RnS): coordinatore regionale delle Marche e primo Direttore Nazionale (2000-2006). 
Si è particolarmente dedicato all'area dell'impegno sociale e della Cultura di Pentecoste.